# Charles Vögele Racing
Charles Vögele Racing var ett schweiziskt privat formel 1-stall som deltog i ett par lopp i slutet av 1960-talet. Stallet med föraren Silvio Moser kom som bäst på femte plats i Nederländerna 1968.

## F1-säsonger
| Säsong | Tävlingsnamn          | Bil          | Motor            | Däck | Poäng | VM-plac. | Förare       |
| ------ | --------------------- | ------------ | ---------------- | ---- | ----- | -------- | ------------ |
| 1967   | Charles Vögele Racing | Cooper T77   | ATS (Ita) 1.5 V8 | -    | 0     | (12:a)   | Silvio Moser |
| 1968   | Charles Vögele Racing | Brabham BT20 | Repco 3.0 V8     | -    | 2     | (8:a)    | Silvio Moser |